# Erskine Bowles
Erskine Boyce Bowles (né le 8 août 1945) est un homme d’affaires et homme politique démocrate des États-Unis et plus particulièrement de la Caroline du Nord. Il est depuis le 3 octobre 2005 président de l’Université de Caroline du Nord. Il est en 1997-98 chef de cabinet de la Maison-Blanche et candidat en 2002 et 2004 à un siège de sénateur de Caroline du Nord.
Il est particulièrement connu pour avoir été nommé coprésident de la National Commission on Fiscal Responsibility and Reform (en) avec Alan K. Simpson par le président Barack Obama en 2010.

## Jeunesse et éducation
Bowles est né à Greensboro en Caroline du Nord. Il est le fils de Skipper Bowles (en), un homme politique démocrate qui est candidat au poste de gouverneur de Caroline du Nord en 1972. Bowles est diplômé de la Virginia Episcopal School (en) puis s’inscrit à l’Université de Caroline du Nord à Chapel Hill où il est membre de la fraternité Zeta Psi et obtient un diplôme de commerce. Après avoir brièvement servi dans les garde-côtes, il s’inscrit à la Columbia Business School où il obtient un MBA.
Après son diplôme, Bowles travaille pour la firme financière Morgan Stanley à New York. C’est là qu’il rencontre Crandall Close, qu’il épouse en 1971 et avec laquelle il a trois enfants. Il déménage en Caroline du Nord où il travaille pour la campagne de gouverneur de son père en 1972. En 1975, Bowles participe au lancement de la société d’investissement « Bowles Hollowell Conner » et reste dans le secteur privé jusqu'aux années 1990.

## Les années Clinton

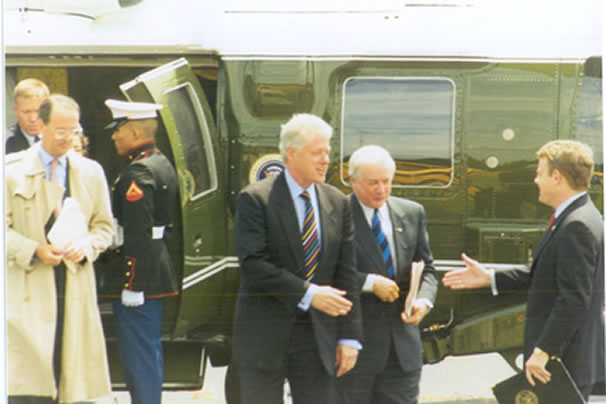
Erskine Bowles (à gauche) avec le président Bill Clinton

En 1992, il s’implique dans la politique en tant que fundraiser de la campagne présidentielle de Bill Clinton. En 1993, Clinton le nomme à la tête de la Small Business Administration. D’octobre 1994 à décembre 1995, il sert comme deputy Chief of Staff (Chef de cabinet adjoint de la Maison-Blanche) dans la première administration Clinton.
Après être brièvement retourné à Charlotte, Caroline du Nord, où il participe à la création de la banque d’investissement « Carousel Capital », Bowles est nommé chef de cabinet de la Maison-Blanche en décembre 1996. L’une de ses principales responsabilités est la négociation du budget fédéral entre la Maison-Blanche et le Congrès. Bowles retourne à Charlotte et de nouveau au secteur financier en octobre 1998. Il est également nommé à la tête d’une task force sur la prospérité de l’économie rurale par le gouverneur de Caroline du Nord Jim Hunt.

## Élections sénatoriales
Bien qu’initialement peu désireux de participer à une élection, Bowles reconsidère sa position après les attentats du 11 septembre 2001 et en octobre 2001 il annonce sa candidature pour le sénat en tant que candidat démocrate pour remplacer le républicain Jesse Helms. Bowles obtient la nomination du parti mais est battu à l’élection générale de 2002 par son opposante républicaine Elizabeth Dole (45 % contre 54 %).
En 2004, Bowles fait à nouveau campagne pour le sénat, cherchant à remplacer le siège libéré par le démocrate John Edwards. Il est opposé au républicain Richard Burr et au libertarien Tom Bailey (en). Le dernier mois de la campagne sénatoriale voit les deux campagnes de Bowles et de Burr devenir très fortement négativeS, Burr attaquant Bowles sur ses associations à l’administration Clinton tandis que Bowles attaque Burr sur son support de la législation commerciale et ses liens avec les intérêts spéciaux. Les deux campagnes dépensent beaucoup d’argent, faisant de cette élection l’une des plus coûteuses de l’histoire de la Caroline du Nord.
Malgré une avance dans les sondages après les primaires et la présence de Michael Easley, visant un second mandat de gouverneur à la tête du bulletin démocrate de l’État, Bowles est également battu à l’élection de 2004 (47 % contre 52 %). La victoire confortable de Bush en Caroline du Nord a probablement considérablement aidé Burr. Au cours de son discours de défaite au quartier général de Raleigh, Bowles remercie ses partisans mais semble indiquer qu’il ne se représentera plus. Citant son père il dit qu’il y a « many ways to add to the community woodpile » (de nombreux moyens d’ajouter à la réserve de bois de la communauté /de nombreuses manières d’apporter sa pierre à l’édifice) et qu’un mandat électoral n’est que l’un d'entre eux. Effectivement, en 2005 Bowles accepte un poste d’adjoint de l’envoyé spécial des Nations unies pour les pays atteint par le tsunami, travaillant de nouveau pour Bill Clinton qui est l’envoyé spécial.

## Depuis 2005
Le 3 octobre 2005, Bowles est élu par le conseil d’administration de l’Université de Caroline du Nord pour succéder à Molly Corbett Broad (en) en tant que président, même s'il a été suggéré que le conseil d’administration n’ait pas respecté la loi en ne procédant pas à des audiences publiques durant le processus. L’une de ses nominations les plus importantes a été celle de Holden Thorp (en) comme dixième chancelier de l’Université de Caroline du Nord à Chapel Hill. Il a également parlé lors de la cérémonie à la mémoire de Eve Carson (en), présidente du corps des étudiants assassinée en mars 2008.
Bowles est également membre des conseils d’administration de General Motors, Morgan Stanley et de la North Carolina Mutual Life Insurance Company et membre du conseil de Caroline du Nord de l’association DonorsChoose (en).